# Ninkasi
Ninkasi fue la diosa mesopotámica de la cerveza y la elaboración de la misma. Es posible que en el primer milenio a. C. se la conociera bajo el nombre variante Kurunnītu, derivado de un término que se refiere a un tipo de cerveza de alta calidad. Estaba asociada tanto con las consecuencias positivas como negativas del consumo de cerveza.

## Etimología
El nombre de Ninkasi, escrito en cuneiforme como dNin.ka.si, significa «señora de la cerveza». La explicación «dama que llena la boca» también ha sido propuesta en el pasado. Una posible escritura anterior del nombre, dNin-ka kaš-si, ha sido tentativamente traducida como «señora tabernera», aunque su etimología precisa sigue siendo objeto de debate. Como muchos otros nombres de deidades que se originan en el idioma sumerio, se asume que es una combinación de la palabra gramaticalmente neutral nin, que aparece en nombres de deidades tanto masculinas como femeninas, y el nombre de un producto, lugar u objeto.
El nombre de Ninkasi en escritura cuneiforme es 𒀭𒊩𒌆𒅗𒋛 (DINGIR NIN.KA.SI.KU), 
donde 𒀭 (DINGIR) indica que lo que sigue es un nombre de deidad, 
𒊩𒌆 (NIN.KA) significa "señora" o "dama" y "boca", 
𒅗 (SI) significa "llenar", y 
𒋛 (KU) a veces se utiliza en combinación para completar el nombre.

## Culto
Ninkasi era la diosa de la cerveza y, como tal, estaba asociada con su producción, consumo y efectos, tanto positivos como negativos. Es posible que en el arte Ninkasi fuera representada sosteniendo una copa. Además, podría estar entre las deidades mostradas en escenas de banquetes en objetos como tableros de juegos y fragmentos de instrumentos musicales.
Las sacerdotisas de Ninkasi desempeñaron un papel fundamental en la producción de cerveza en la antigua Mesopotamia. Originalmente, las mujeres eran las principales productoras de cerveza en sus hogares. Preparaban cerveza baja en alcohol tanto para ceremonias religiosas como para el consumo diario, gozaban de gran respeto. Los sumerios creían que Ninkasi supervisaba el proceso de elaboración de cerveza y actuaba como cervecera principal de los dioses, habiendo regalado cerveza a los humanos para preservar la paz y promover el bienestar.

Mapa de Ur III

Ninkasi ya era adorada en el período Dinástico Arcaico, pero no hay evidencia de que fuera la deidad tutelar de una ciudad específica. En cambio, era adorada como una deidad universal en varias partes de Mesopotamia. Aunque se menciona una ciudad en el Himno a Ninkasi, no debe entenderse como una referencia a un centro de culto desconocido, sino como una indicación poética de que cualquier ciudad donde se bebía cerveza podría considerarse una ciudad de Ninkasi.
El culto a Ninkasi está atestiguado en documentos administrativos del período Dinástico Arcaico de Shurupak, el centro de culto de Sud. También es posible que en el mismo período tuviera un santuario en Eridu. En el período de Ur III, era adorada en Umma. Se la atestigua bien como miembro del panteón de Nippur, donde aparece por primera vez en listas de ofrendas del período de Ur III. Según un texto metrológico del período babilónico medio, tenía su propio templo en esta ciudad.
Es posible que en el arte Ninkasi fuera representada sosteniendo una copa. Además, podría estar entre las deidades mostradas en escenas de banquetes en objetos como tableros de juegos y fragmentos de instrumentos musicales.

## Literatura

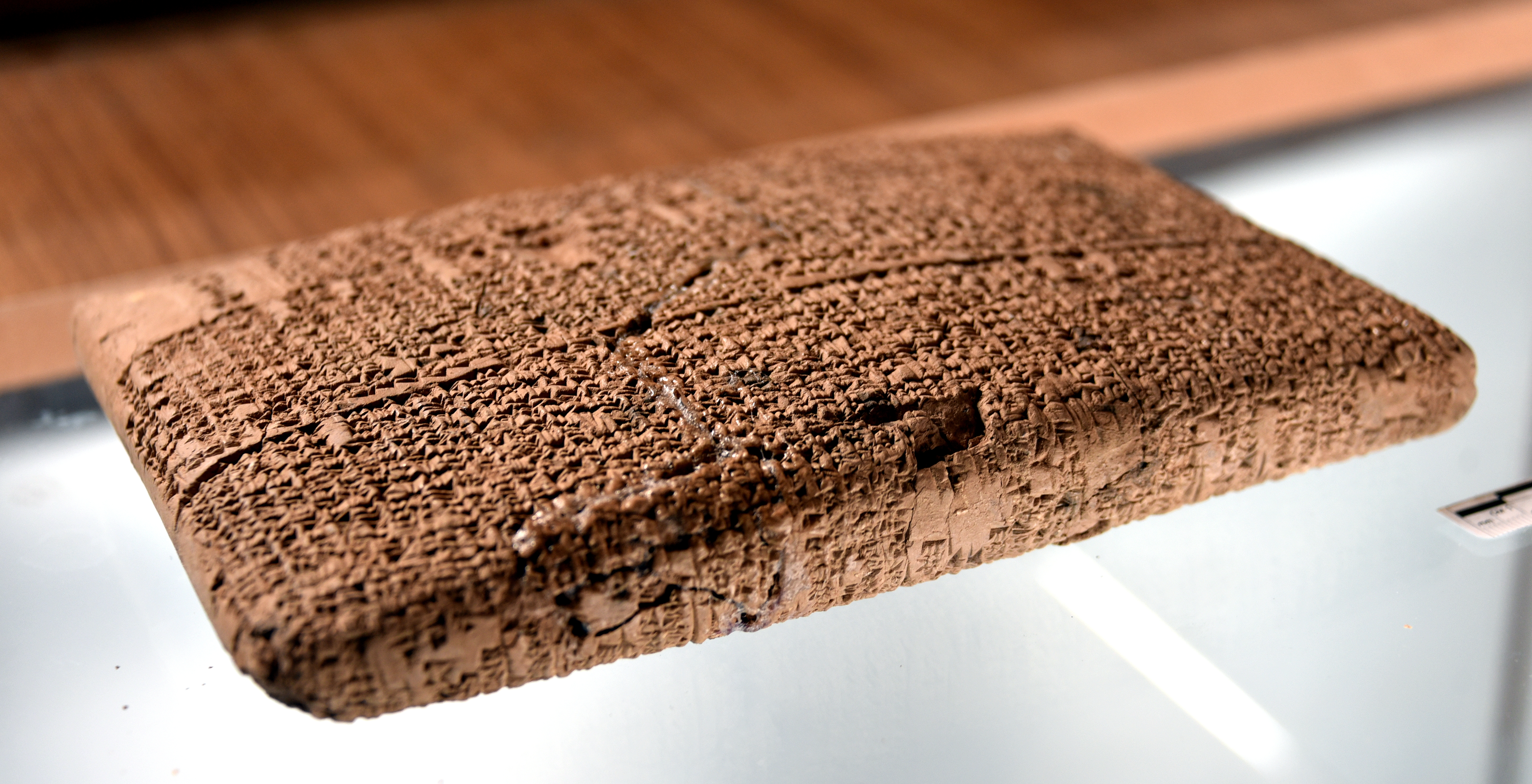
Tablilla de arcilla. Historia de Lugalbanda en la cueva de la montaña, período babilónico antiguo, del sur de Irak.

Varias obras de la literatura mesopotámica mencionan a Ninkasi, como los mitos Lugalbanda en la Cueva de la Montaña y Lugalbanda y el Pájaro Anzud. Donde se menciona que ayudó a Lugalbanda a rescatar las tablas del destino del demonio Zu. El asteroide (4947) Ninkasi lleva su nombre en su honor. 

También se conoce un himno dedicado a ella, conocido como el Himno a Ninkasi, que es frecuentemente citado en la literatura moderna. El Himno a Ninkasi es una obra literaria mesopotámica que describe poéticamente el proceso de elaboración de la cerveza, destacando los ingredientes y métodos utilizados en la antigua Mesopotamia.

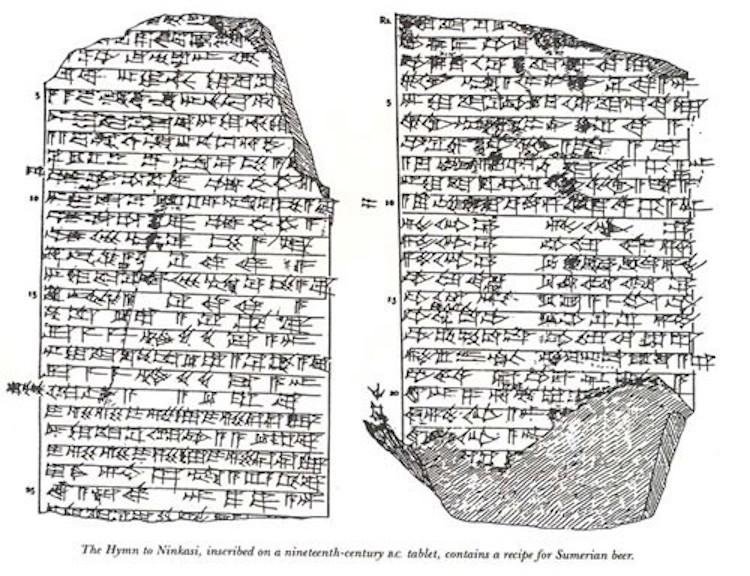
Himno a Ninkasi

El himno comienza con la alabanza a Ninkasi, la «señora de la cerveza», quien fue creada por la deidad Enki y moldeada por Ninhursag. A lo largo del poema, se detalla cada paso del proceso de elaboración de la cerveza, desde la recolección de los ingredientes hasta la fermentación y el consumo final de la bebida. Entre los ingredientes mencionados se encuentran el bappir (un tipo de pan de cebada), la miel y los dátiles. La fermentación se realiza en grandes recipientes y se utiliza agua pura para asegurar la calidad de la cerveza.
El himno no solo es una guía técnica sobre cómo hacer cerveza, sino también un homenaje a la diosa que bendice este proceso, asegurando la pureza y calidad de la bebida, y simbolizando la alegría y la festividad que trae su consumo. El Himno a Ninkasi es un testimonio de la importancia de la cerveza en la cultura mesopotámica, tanto como una bebida diaria como en los rituales religiosos y festivos. La cerveza era una parte esencial de la vida cotidiana y también tenía un valor simbólico y ritual significativo. 
La traducción más conocida del Himno a Ninkasi fue realizada por Miguel Civil en 1964, con revisiones posteriores en 1991. Su trabajo ha permitido a los estudiosos modernos comprender mejor tanto el proceso de elaboración de la cerveza como el contexto cultural en el que se enmarcaba esta práctica. La traducción y análisis de Civil se utilizan frecuentemente en estudios académicos sobre la literatura y la cultura mesopotámica. Su detallada descripción del proceso cervecero y su valor como documento cultural lo convierten en una fuente esencial para los historiadores y arqueólogos interesados en la vida cotidiana y las prácticas religiosas de esta antigua civilización.